# Anoctamin-5
Anoctamin-5 ist ein Protein in Wirbeltieren. Es wird vom ANO5-Gen codiert, das beim Menschen auf Chromosom 11 (11p14.3) lokalisiert ist. Anoctamin-5 ist ein Multi-Pass-Transmembranprotein des endoplasmatischen Retikulums mit 8 Transmembrandomänen. Die Funktion des Anoctamin-5 ist noch nicht bekannt. Vermutet wird eine Funktion als Calcium-aktivierter Chlorid-Kanal. Anoctamin-5 könnte eine wichtige Rolle bei der Entwicklung des Muskel- und Skelettsystems spielen.

## Medizinische Bedeutung
Mehrere Mutationen des ANO5-Gens sind bekannt. Die Mutationen werden für drei verschiedene allelische Erkrankungen verantwortlich gemacht: 
- Gnatho-diaphysäre Dysplasie (GDD)[4]
- Gliedergürteldystrophie 2L (LGMD2L)[5]
- Miyoshi-Muskeldystrophie 3 (MDD3)[6]

## Weiterführende Literatur
- J. Schessl, W. Kress, B. Schoser: Novel ANO5 mutations causing hyper-CK-emia, limb girdle muscular weakness and Miyoshi type of muscular dystrophy. In: Muscle & nerve. Band 45, Nummer 5, Mai 2012, S. 740–742, doi:10.1002/mus.23281. PMID 22499103.
- S. Penttilä, J. Palmio, T. Suominen, O. Raheem, A. Evilä, N. Muelas Gomez, G. Tasca, L. B. Waddell, N. F. Clarke, A. Barboi, P. Hackman, B. Udd: Eight new mutations and the expanding phenotype variability in muscular dystrophy caused by ANO5. In: Neurology. Band 78, Nummer 12, März 2012, S. 897–903, doi:10.1212/WNL.0b013e31824c4682. PMID 22402862.
- M. Deschauer, P. R. Joshi, D. Gläser, F. Hanisch, G. Stoltenburg, S. Zierz: [Muscular dystrophy due to mutations in anoctamin 5: clinical and molecular genetic findings]. In: Der Nervenarzt. Band 82, Nummer 12, Dezember 2011, S. 1596–1603, doi:10.1007/s00115-011-3325-4. PMID 21739273.
- D. Hicks, A. Sarkozy u. a.: A founder mutation in Anoctamin 5 is a major cause of limb-girdle muscular dystrophy. In: Brain : a journal of neurology. Band 134, Pt 1, Januar 2011, S. 171–182, doi:10.1093/brain/awq294. PMID 21186264.
- I. Mahjneh, J. Jaiswal u. a.: A new distal myopathy with mutation in anoctamin 5. In: Neuromuscular disorders : NMD. Band 20, Nummer 12, Dezember 2010, S. 791–795, doi:10.1016/j.nmd.2010.07.270. PMID 20692837.
- V. Bolduc, G. Marlow u. a.: Recessive mutations in the putative calcium-activated chloride channel Anoctamin 5 cause proximal LGMD2L and distal MMD3 muscular dystrophies. In: American Journal of Human Genetics. Band 86, Nummer 2, Februar 2010, S. 213–221, doi:10.1016/j.ajhg.2009.12.013. PMID 20096397. PMC 2820170 (freier Volltext).
- S. Tsutsumi, N. Kamata u. a.: The novel gene encoding a putative transmembrane protein is mutated in gnathodiaphyseal dysplasia (GDD). In: American Journal of Human Genetics. Band 74, Nummer 6, Juni 2004, S. 1255–1261, doi:10.1086/421527. PMID 15124103. PMC 1182089 (freier Volltext).